# Pałac w Pęczkowie
Pałac w Pęczkowie (niem. Schloss Panzkau) –  zabytkowy obiekt wybudowany w miejscowości Pęczków.
Piętrowy dwór wybudowany na planie prostokąta, kryty czterospadowym dachem mansardowym z lukarnami. Od frontu dwupiętrowy ryzalit zwieńczony frontonem. Przy obiekcie dawny zespół parkowy (pozostałości) oraz dom zarządcy, często mylony z nieistniejącym pałacem.  Rozebrany po II wojnie światowej.